# Biała Woda (Bystrzyca Kłodzka)
Biała Woda (deutsch: Weißwasser) ist ein unbewohntes Dorf im Powiat Kłodzki in Polen. Es gehört zur Stadt-und-Land-Gemeinde Bystrzyca Kłodzka (Habelschwerdt) und liegt neun Kilometer südwestlich von Stronie Śląskie.

## Geographie
Biała Woda liegt an der Woiwodschaftsstraße 392 im Südosten des Glatzer Kessels in den nördlichen Ausläufern des Glatzer Schneegebirges. Nachbarorte sind Marcinków und Czatków (Tschihak) im Norden, Rogóżka im Nordosten, Sienna und Janowa Góra im Südosten, Marianówka im Südwesten sowie Idzików und Kamienna im Nordwesten. Im Süden erhebt sich der 1205 m hohe Schwarze Berg (Czarna Góra), im Nordwesten der 904 m hohe Dürre Berg (Suchon). Westlich von Biała Woda liegt der Puhupass (Przełęcz Puchaczówka).

## Geschichte
Weißwasser wurde als ein etwa zwei Kilometer langes Reihendorf angelegt und zur Pfarrkirche von Neuwaltersdorf gepfarrt. Es gehörte als Kammerdorf zur Grafschaft Glatz, mit der es die Geschichte seiner politischen und kirchlichen Zugehörigkeit teilte. Zusammen mit anderen Kammerdörfern im Habelschwerdter und Landecker Distrikt erwarb Weißwasser 1684 der Glatzer Landeshauptmann Michael Wenzel von Althann, der es mit der neu gebildeten Herrschaft Seitenberg verband. Diese erwarb 1733 der kaiserliche Generalfeldmarschall Georg Olivier von Wallis.
Nach den Schlesischen Kriegen fiel Weißwasser zusammen mit der Grafschaft Glatz 1763 mit dem Hubertusburger Frieden an Preußen. 1783 verkaufte Stephan Olivier von Wallis seine ererbten Besitzungen dem schlesischen Erblandbaudirektor Friedrich Wilhelm von Schlabrendorf auf Hassitz und Stolz. Dieser verkaufte 1789 die Herrschaften Seitenberg und Plomnitz, behielt jedoch Weißwasser sowie die Dörfer Martinsberg, Winkeldorf, Wolmsdorf weiterhin in seinem Besitz. Diese Dörfer vereinte er mit seiner Herrschaft Kunzendorf.
Nach der Neugliederung Preußens gehörte Weißwasser seit 1815 zur Provinz Schlesien und war zunächst dem Landkreis Glatz eingegliedert. 1818 erfolgte die Umgliederung in den neu gebildeten Landkreis Habelschwerdt. 1874 wurde die Landgemeinde Weißwasser dem neu gebildeten Amtsbezirk Kieslingswalde zugewiesen, zu dem auch Martinsberg, Glasegrund, Marienau, Neudorf, Plomnitz und Steingrund  gehörten. Ab Ende des 19. Jahrhunderts entwickelte sich der Tourismus in dem landwirtschaftlich geprägten Dorf. 1939 wurden 98 Einwohner gezählt.
Als Folge des Zweiten Weltkriegs fiel Weißwasser 1945 wie fast ganz Schlesien an Polen und wurde in Biała Woda umbenannt. Die deutsche Bevölkerung wurde vertrieben. Die neu angesiedelten Bewohner waren zum Teil Heimatvertriebene aus Ostpolen. Sie verließen den Ort jedoch in den nachfolgenden Jahren wieder, wodurch die Häuser und landwirtschaftliche Gehöfte dem Verfall preisgegeben wurden. Seit den 1990er Jahren gilt Biała Woda als nicht mehr bewohnt. 1975–1998 gehörte es zur Woiwodschaft Wałbrzych (deutsch: Waldenburg).

## Sehenswürdigkeiten

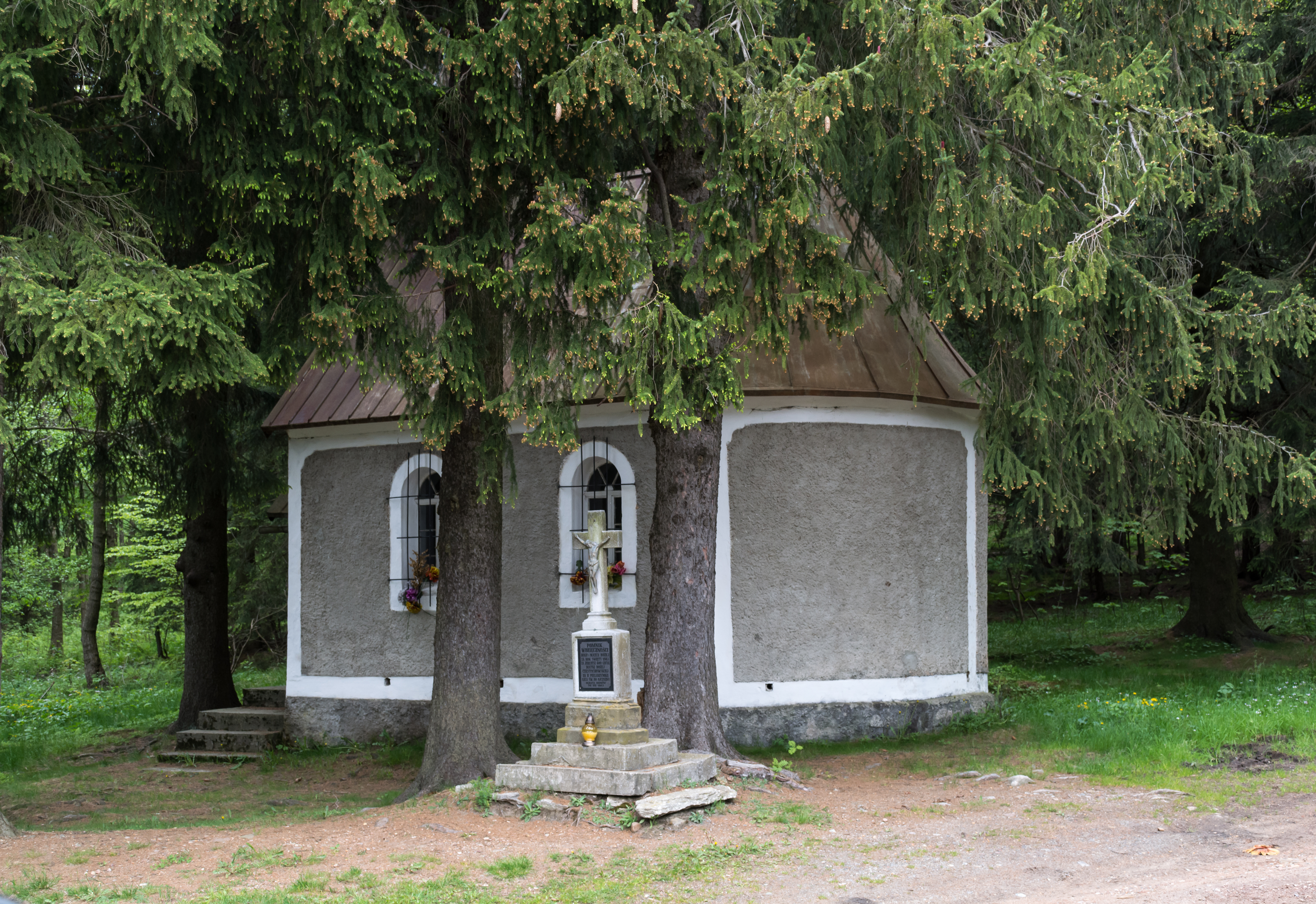
Kapelle

- Andachtskapelle